# Pädagogische Hochschule Bremen
Die Pädagogische Hochschule Bremen war von 1947 bis 1971/73 eine Hochschule zur Lehrerausbildung in Bremen. 

## Geschichte

### Bremer Lehrerseminare
Seit 1810 gab es in Bremen wie in vielen anderen deutschen Ländern Lehrerseminare, die der Ausbildung von Lehrern der Elementarschule bzw. der Volksschule dienten.
Nach der Auflösung der Lehrerseminare von 1922 bis 1926 fand die Ausbildung an Universitäten oder Hochschulen außerhalb von Bremen statt. Nach dem Zweiten Weltkrieg fehlten Lehrer an allen Schulen. Anstelle eines Lehrerseminars wurde ab Dezember 1945 übergangsweise unter Leitung von Klaus Böttcher ein Pädagogisches Seminar in der Schule an der Vegesacker Straße eingerichtet, das bis 1949 bestand. Hier fand in zwei bis drei Semestern die Lehrerausbildung statt.

### Pädagogische Hochschule Bremen
Nach dem Krieg bestand in Bremen das Bedürfnis eine Pädagogische Hochschule zu gründen, um das provisorische Pädagogische Seminar durch eine „Normalausbildung“ abzulösen. Im Sommer 1947 nahm die neu gegründete Pädagogische Hochschule Bremen (PH) zuerst in der Schule an der Vegesacker Straße in Bremen-Walle ihren Betrieb auf. Kurz darauf konnte sie noch 1947 auch mit einer provisorischen Lehrtätigkeit im ehemaligen Lyzeum des Westens, Lange Reihe Nr. 81 in Walle beginnen. 1947 bis 1950 war die Mathematikerin und Physikerin Grete Hermann Leiterin der Schule, die danach von 1950 bis 1966 als Professorin für Physik und Philosophie lehrte. 1949 gab es 150 Studierende an der PH, die von 12 Pädagogen unterrichtet wurden. Bis 1950 konnte der erste Aufbau der PH in den Gebäuden an der Langen Reihe abgeschlossen werden. Eine Beispielschule mit Grundschulklassen wurde 1950 hier eingerichtet und bestand bis 1963. Hinrich Wulff, seit 1949 Lehrer an der PH, übernahm am 8. April 1950 die Leitung der PH und wurde 1954 zum Professor ernannt.  
Das Studium dauerte seit 1950 sechs Semester. Deutlich wurde, dass die allgemein- und fachpädagogische Ausbildung an der PH eine Verbesserung gegenüber der fachwissenschaftlichen Qualifizierung war. Zunächst wurden bis 1949 noch Vorkurse  angeboten, bei denen die Studierenden in den Volksschulen hospitierten. Danach gab es neben der pädagogischen, psychologischen und fachwissenschaftlichen Ausbildung auch den Schulbesuch von Praxisgruppen. Seit 1947 wurden verschiedene Modelle des Studienverlaufs erarbeitet bei denen bereits die Wahlfächer eine wichtige Rolle spielten.
In der Folgezeit nahm die Zahl der Studierenden und der Hochschullehrer deutlich zu: 1960 waren rund 500 Studierende an der PH und 1966 studierten hier 850 angehende Lehrer. Die Zahl der Hochschullehrer belief sich 1960 auf 18 und stieg 1966 auf 44.
1960 übernahm der Psychologe Fritz Stemme die Leitung der PH, die 1962 durch einen Anbau erweitert werden musste. In den 1960er Jahren begann eine strittige Diskussion über eine stärkere Verwissenschaftlichung der pädagogischen Ausbildung. Die Konflikte führten zu einem Wechsel in der Hochschulleitung und Job-Günter Klink, seit 1963 Professor für Pädagogik,  wurde 1966 Leiter der PH. Mit ihm setzte sich die Auffassung der wissenschaftlichen Ausrichtung durch.  
Klink beteiligte sich an der Diskussion über die Lehrerbildung, die in Bremen im Rahmen der Gründung der Universität Bremen sehr intensiv war. Er gehörte dem Gründungsausschuss der Universität an. Er war für eine geschlossene Integration der PH in der Universität und strebte die Einrichtung einer Pädagogischen Fakultät an. Es gelang ihm nicht, der Pädagogik in der neuen Universität den von ihm angestrebten organisatorischen Rahmen zu verschaffen.

### Integration in die Universität Bremen
Von 1971 bis 1973 folgte die Integration der Pädagogischen Hochschule in die Universität Bremen. Die Pädagogen wurden in dem Studienbereich 6: Sozialpädagogik, Diplompädagogik, Erziehungswissenschaftliche Zusatzqualifikationen und Sport eingegliedert. Der Bereich der Lehrerbildung, der anfänglich mehr als die Hälfte des Lehrbetriebes der Universität umfasste, wurde von einer Zentralen Lehrerbildungskommission koordiniert. Die Hochschullehrer, Studenten und Mitarbeiter hingegen waren jedoch uneinheitlich in den unterschiedlichen Fachsektionen wie 1 – Literatur und Kunst, 2 – Sprachwissenschaft, 3 – Psychologie und Sozialisation oder 4 – Politik, Soziologie, Geschichte vertreten. Aktuell besteht an der Universität der Fachbereich 12: Erziehungs- und Bildungswissenschaften.